# Munster van Mönchengladbach
De Munsterkerk Sint-Vitus is een katholiek kerkgebouw in Mönchengladbach, een kreisfreie stad in de Duitse deelstaat Noordrijn-Westfalen. De kerk was vanaf het jaar 974 tot de gedwongen opheffing in 1802 de abdijkerk van de benedictijnse abdij Gladbach. In het kader van de 84e Duitse Katholiekendagen en het 1000-jarig jubileum van de abdij verhief paus Paulus VI in 1974 de kerk tot basilica minor.

## Geschiedenis

#### Karolingische stichting
De eerste zekere bron over de stichting van de abdij dateert uit het einde van de 11e eeuw, waarschijnlijk uit het scriptorium van het klooster van Gladbach. Het manuscript, dat rijkelijk is voorzien van miniaturen, spreekt ook over een zekere Balderich, iemand met een voorname positie in het rijk die lang voor de stichting van de abdij op dezelfde plaats een kerk zou hebben gebouwd op de top van de heuvel. Deze kerk werd in het jaar 954 verwoest door de Hongaren.

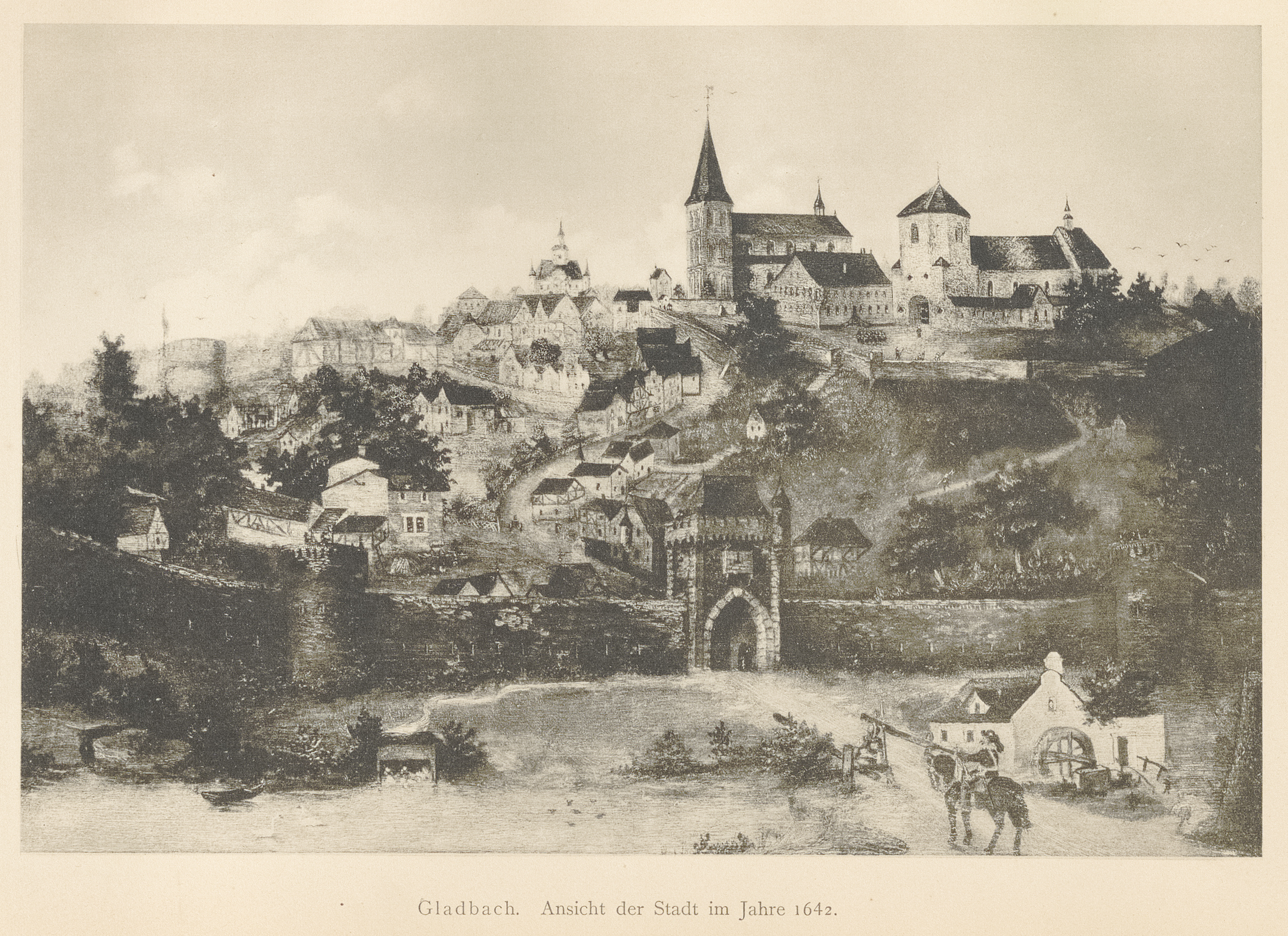
De stad in 1642

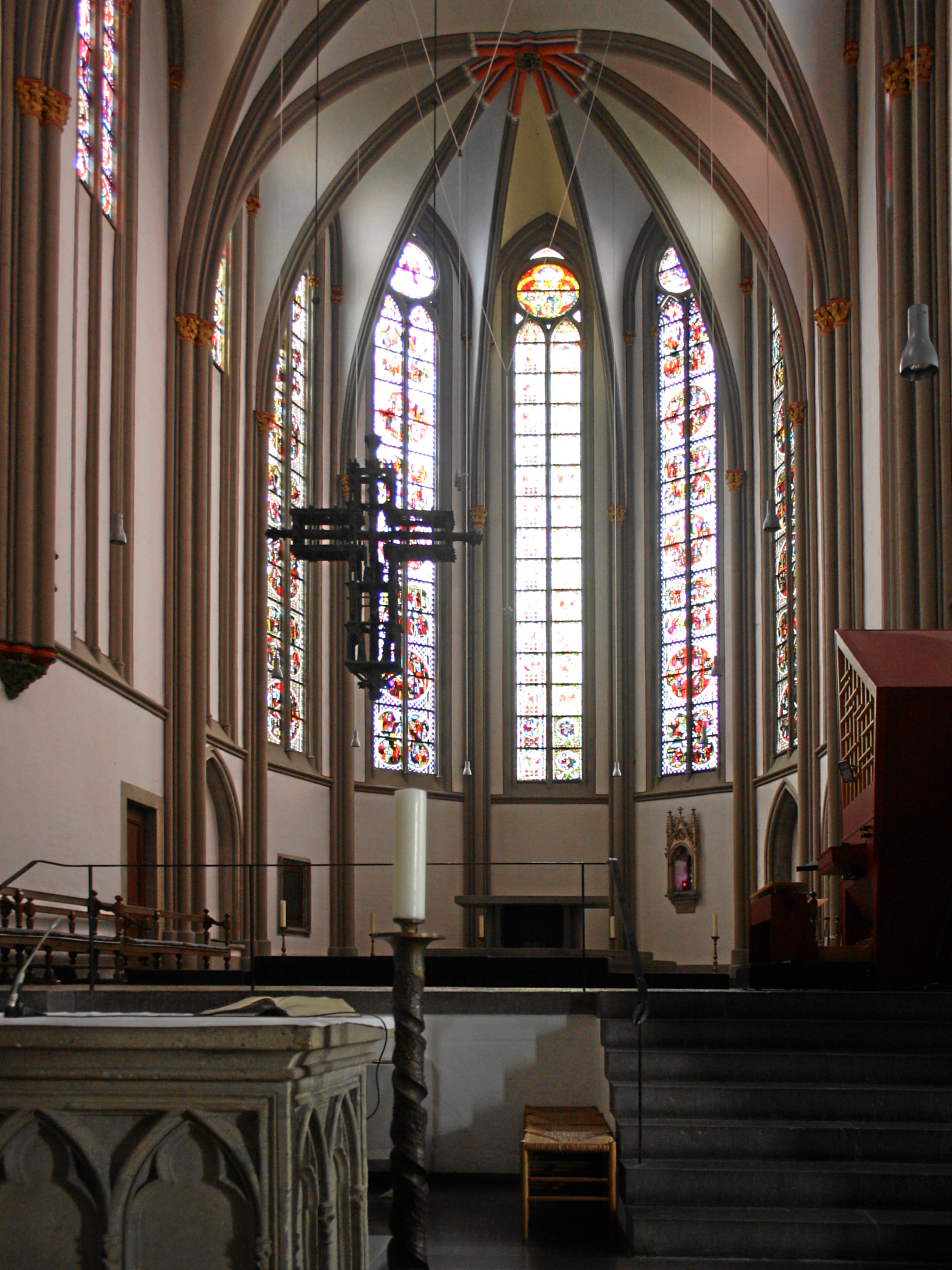
Het hoogkoor

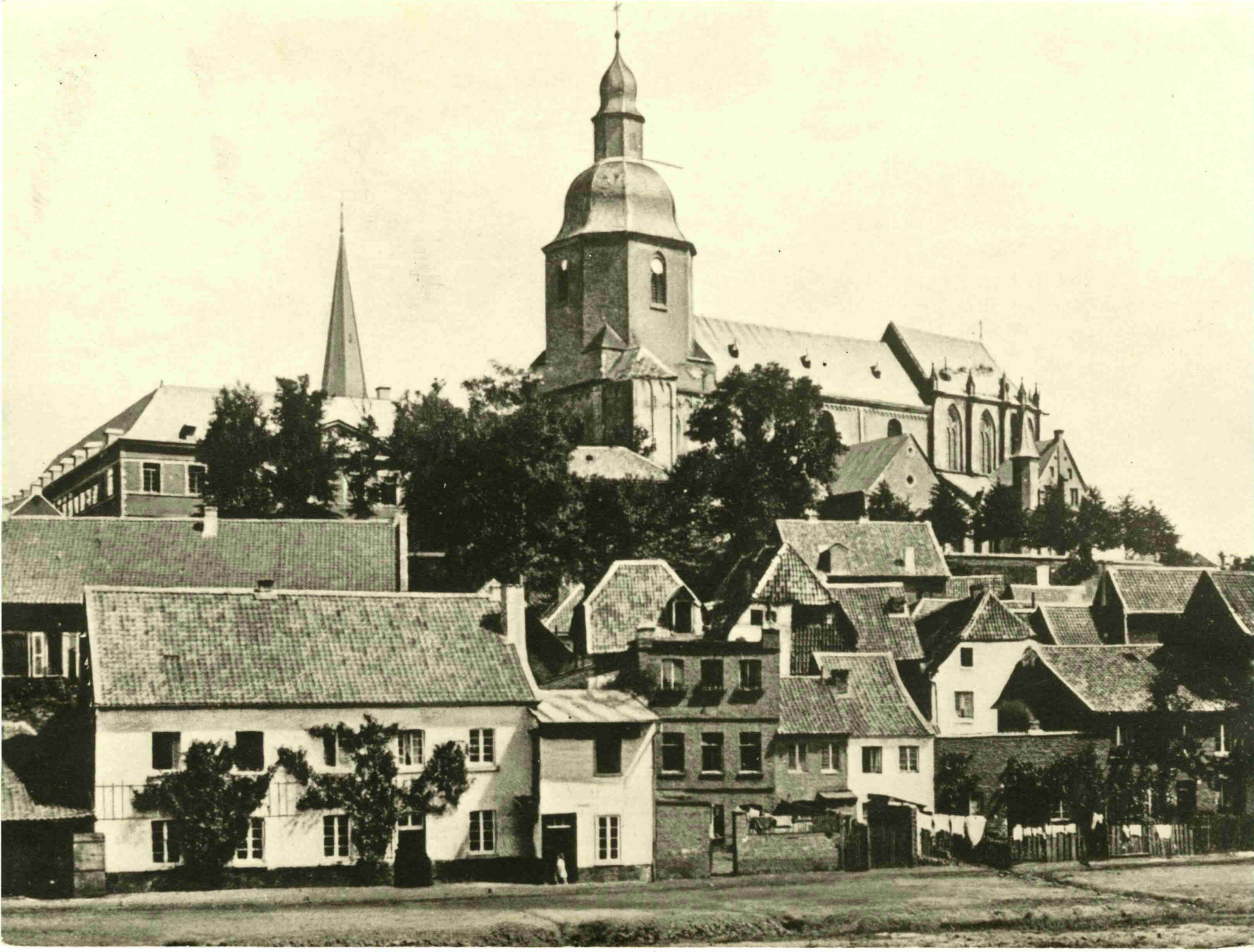
De kerk met de barokke toren (circa 1885)

#### De stichting
Na zijn terugkomst uit Constantinopel stichtte aartsbisschop Gero rond 974 de abdij op de na 954 verlaten heuvel van Gladbach. Hij stelde het klooster onder de bescherming van de Heilige Geest, Maria en de martelaar Sint-Vitus. Dit vond plaats in een tijd waarin het kloosterleven na de deling van het Frankische Rijk van Karel de Grote nieuw leven werd ingeblazen en er vanuit de abdijen Gorze bij Metz en Cluny in Bourgondië een vernieuwende inspiratie uitging. Tot de eerste abt van Gladbach werd Sandrad benoemd, een monnik uit het Sint-Maximinusklooster van Trier, die eerder al in talrijke kloosters hervormingen doorvoerde. Sandrad was in zijn tijd een belangrijke religieuze voorman en genoot het vertrouwen van zowel keizer Otto I als zijn gemalin Adelheid. Sandrad zou ook de biechtvader van de keizerin geweest zijn.
Over de stichting van de abdij bestaat een legende, die teruggaat op een oud, niet meer bestaand manuscript uit 1090. Het oudst bekende afschrift van dit manuscript bevindt zich in de bibliotheek van de Societé des Bollandistes in Brussel en stamt uit 1120-1130. Volgens deze legende zou aartsbisschop Geron, vergezeld door een monnik uit Trier met de naam Sandrad, tijdens de zoektocht naar een goede plek om het klooster te stichten in de ruïnes op de verlaten en beboste heuvel de klank van een klok hebben gehoord. Ze volgden het geluid van de klank en vonden, verborgen in een holle steen, de relieken van Sint-Vitus en de heiligen Cornelilus,Cyprianus, Chrysanthus en Barbara uit de eerder verwoeste Balderichkerk. Hiermee was de plek van de kloosterstichting door een goddelijk teken aangewezen.
Aartsbisschop Gero was van geboorte een Saks en Vitus was de patroonheilige van de stam der Saksen alsook de patroon van het Ottoonse koningshuis. De relieken van Sint-Vitus werden in 836 van het klooster Sint-Denijs in Parijs, dat ook het mausoleum van de Frankische koningen was, aan de Abdij van Corvey aan de Wezer overgedragen. Het wordt niet uitgesloten dat de relieken daarna direct aan Gladbach werden overgedragen. Feit is dus dat de relieken ruim voor de stichtingsdatum van de abdij al in Gladbach waren.
Tegen het einde van de 13e eeuw zetten zich net als elders de neergang van het geestelijke leven en het verval van de monastieke discipline in. De omslag kwam nadat de abdij van Gladblach zich in 1511 onder abt Egidius van Bocholtz bij de hervormingsgezinde congregatie van Bursfeld aansloot en zo op eigen kracht weer haar oorspronkelijke taak hervond. Na de Dertigjarige Oorlog, die de abdij zware schade toebracht, raakte de abdij geïnspireerd door de contrareformatie.
Conform artikel 6 van het verdrag van Lunéville werd de gehele linker Rijnoever van het Heilige Roomse Rijk toebedeeld aan Frankrijk. Met de komst van de Fransen werd het klooster beroofd van zijn in de loop van eeuwen opgebouwde schatten. De kloostergebouwen werden onteigend, de monniken verdreven en de kerk werd aan de parochie overgedragen.

#### De eerste kloosterkerk
Volgens opgravingen in 1955 betrof de eerste kloosterkerk van 974 een lange zaalkerk, waaraan zich in het oosten vermoedelijk een kleine, vierkante koorruimte aansloot en in het westen een smal, driedelig transept met een voorhof. Het karolingische bouwwerk werd onder de tweede abt Folrad (985/86-998) voltooid en zou nog tot de 12e eeuw hebben bestaan. Abt Hendrik liet in 1052 een klok gieten, hetgeen aannemelijk maakt dat er in die tijd eveneens reeds een westelijke toren bestond.

#### De tweede kloosterkerk
Tussen 1024 en 1067 werd deze eerste abdijkerk vergroot. De crypte en het koor werden in de 11e eeuw als nieuwbouw opgetrokken. De plaats en de afmetingen van het gebouw wijzen op een geheel nieuw ontwerp in de stijl van een romaanse basiliek uit de middeleeuwen. In de 12e eeuw ontstonden de onderste verdieping van de huidige toren met een indrukwekkend portaal, een voorhal, de galerij en de kapel van de abt. Tijdens de eerste helft van de 13e eeuw werden onder leiding van de Keulse dombouwmeester Gerhard van Keulen het kerkschip en het koor uitgebouwd. Van deze bouw bleven het westwerk van de munster en het gotische koor bewaard. In tegenstelling tot de Keulse dom voltooide de dombouwmeester wel de munster van Gladbach. Albertus Magnus, een belangrijke geleerde en tevens de bisschop van Regensburg, verzorgde op 12 april 1275 de wijding het kerkgebouw.
In de 14e eeuw werd een begin gemaakt met het aanbrengen van de stenen gewelven, de bouw van het octogoon en een noordelijke traphuis. Er werd begonnen met de zijschepen en zo schreed de bouw zich van het westen naar het oosten voort tot de geplande viering. De gewelven in het middenschip werden echter pas in de 15e eeuw aangebracht. Het naar Keulse voorbeelden geplande klaverbladkoor werd nooit uitgevoerd.
In de 17e en 18e eeuw werd de kerk volgens de mode van een barok interieur voorzien. Slechts enkele middeleeuwse kunstwerken, zoals het genadebeeld in de crypte en het doopvont uit de 12e eeuw, bleven verschoond van de barokkisering. De toren kreeg onder abt Servatius van den Berg in 1749 een barokke bekroning, die nog tot diep in de 19e eeuw het aanzien van de toren zou bepalen.

#### Het einde van de abdij
Het binnenmarcheren van de Franse revolutietroepen op 4 oktober 1794 in Gladbach luidde het einde van de abdij in. Precies acht jaar later, op 4 oktober 1802, kreeg de laatste abt, Maurus Ahn, het bevel om de abdij te ontruimen. Nadat de monniken waren verdreven, vervielen alle goederen, inkomsten en gebouwen aan de Fransen, terwijl de kerk aan de parochie werd overgedragen. Een betreurenswaardige afbraak zou het lot van de abdij zijn geweest, ware het niet dat de bezetters in 1804 andere plannen met de abdij hadden: ze verkochten het complex aan de meestbiedende. Drie industriëlen kochten de abdijgebouwen en brachten er een weverij onder. Na het vertrek van de Fransen en het sluiten van de weverij bleven de gebouwen enige tijd leeg, totdat het gemeentebestuur van Gladbach er zijn intrek nam.  

#### De kerk als parochiekerk
De voormalige abdijkerk werd onder leiding van de Duitse architect Vincenz Statz in de jaren 1857-1862 gerestaureerd. In 1892 werd de barokke bekroning van de toren afgebroken en door een hogere spits vervangen.

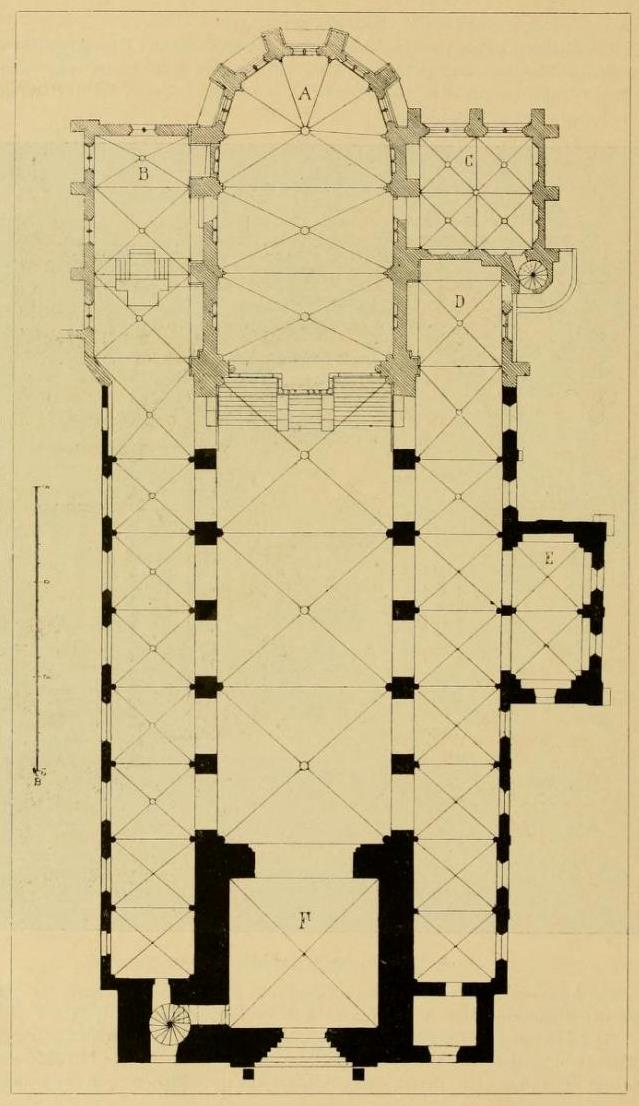
Plattegrond van de abdijkerk (Vincenz Statz, 1896)
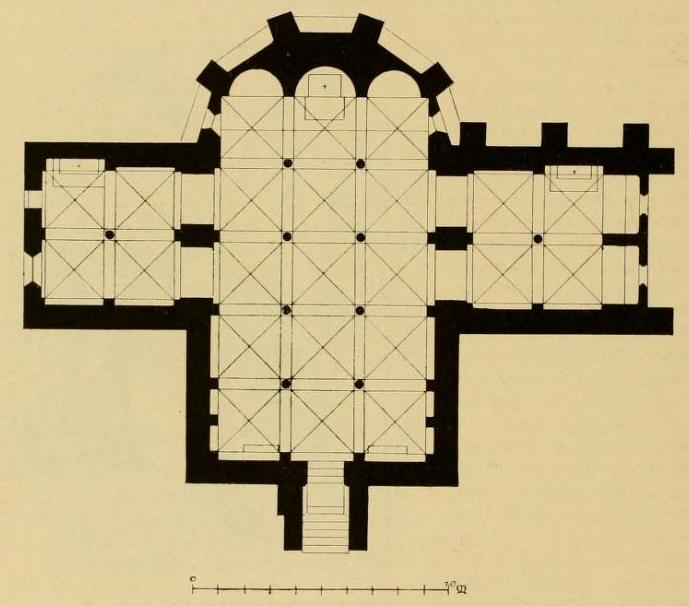
Plattegrond van de crypte (Vincenz Statz, 1896)
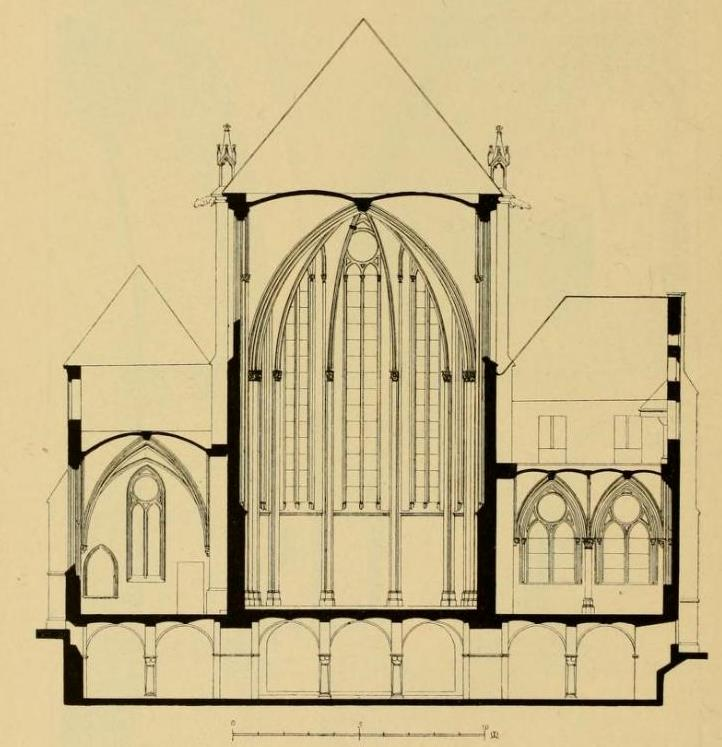
Dwarsdoorsnede vanuit het koor (Vincenz Statz, 1896)
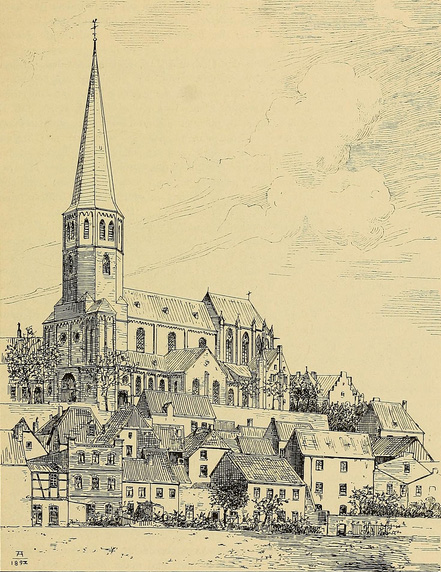
Het munster vanuit het zuidwesten (Ludwig Arntz, 1892)
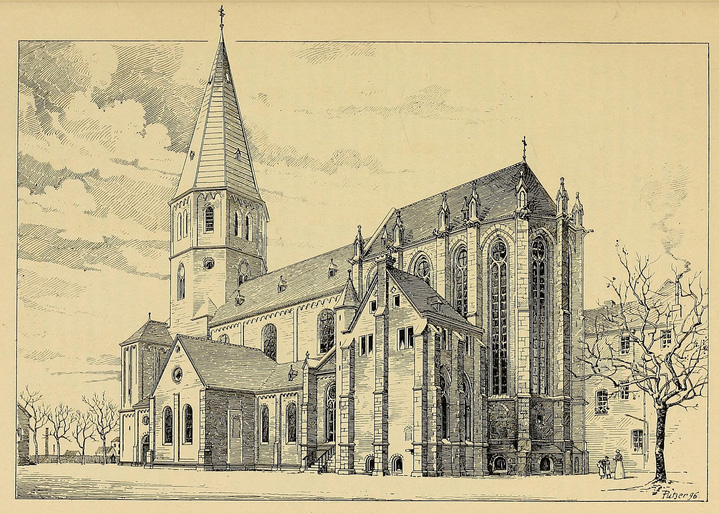
Het munster vanuit het zuidoosten (Friedrich Pützer, 1896)

Door de Britse bombardementen op de stad in 1943-1944 raakte de munsterkerk ernstig beschadigd. De daken brandden af, de gewelven van de zijschepen, het koor en het kerkschip stortten in. De crypte ontsnapte evenmin aan de verwoestingen en de bovenverdieping van de toren werd weggeslagen. Vervolgens deden schadelijke weersinvloeden het voortbestaan van het resterende bouwwerk verder bedreigen.
Om het middeleeuwse monument te redden, dat tot de belangrijkste monumenten van het Rijnland wordt gerekend, werd in 1947 de Münster-Bauverein opgericht. Nog in hetzelfde jaar werden een aantal omvangrijke maatregelen genomen en in 1950 kon er voor het eerst weer een mis worden opgedragen. In hetzelfde jaar werd de toren hersteld. Tegen het einde van 1954 werden de gewelven van de crypte gerestaureerd, terwijl vanaf 1955 werd begonnen met de plaatsing van nieuwe kerkvensters. In 1961 schafte de kerk een nieuw Rieger-orgel aan. Het klokkenbestand, dat tegenwoordig uit 10 klokken bestaat, werd in 1965 aangekocht.

## Interieur
De kerkruimte wordt beheerst door het vroeggotische middenschip en het hooggotische koor. De rijk versierde zuilen en de blindnissen van de Abtkapel in de toren zijn ontstaan in de staufische tijd en van groot belang in het Rijnland. Het rechter zijschip wordt naar het oosten toe afgesloten door het Stefanuskoor. De inventaris en het altaar stammen uit de tijd voor 1275. Aan de buitenkant van het zijschip ontstond de twee traveeën tellende Apostelkapel (Apostelkapelle), die ook capella baptisterii of capella fontis (doopkapel) genoemd wordt. In de kapel bevindt zich het doopvont uit de 12e eeuw. Het wordt versierd met leeuwachtige wezens en plastische mannenhoofden. Sinds de jaren 1950 bevinden zich hier ook de graven van drie abten van het klooster, die door een oude grafzerk worden afgedekt.
In het noordelijk zijschip zijn aan de muren meer grafzerken van abten aangebracht. Ten noorden van de koorhal bevindt zich het in 1275-1300 gebouwde Martinuskoor, waar het 15e-eeuwse beeld van Anna te Drieën staat opgesteld.     
Het vroeggotische kruisaltaar van tufsteen vormt op zijn plaats voor het hoogkoor het centrum van de altaarruimte en is voorzien van gotische blindnissen. Het bronzen triomfkruis boven het altaar betreft een geschenk van de stad uit 1975 in verband met het 1000-jarig jubileum van de stichting van de abdij. Het werd door Elmar Hillebrand gemaakt, evenals de ambo.

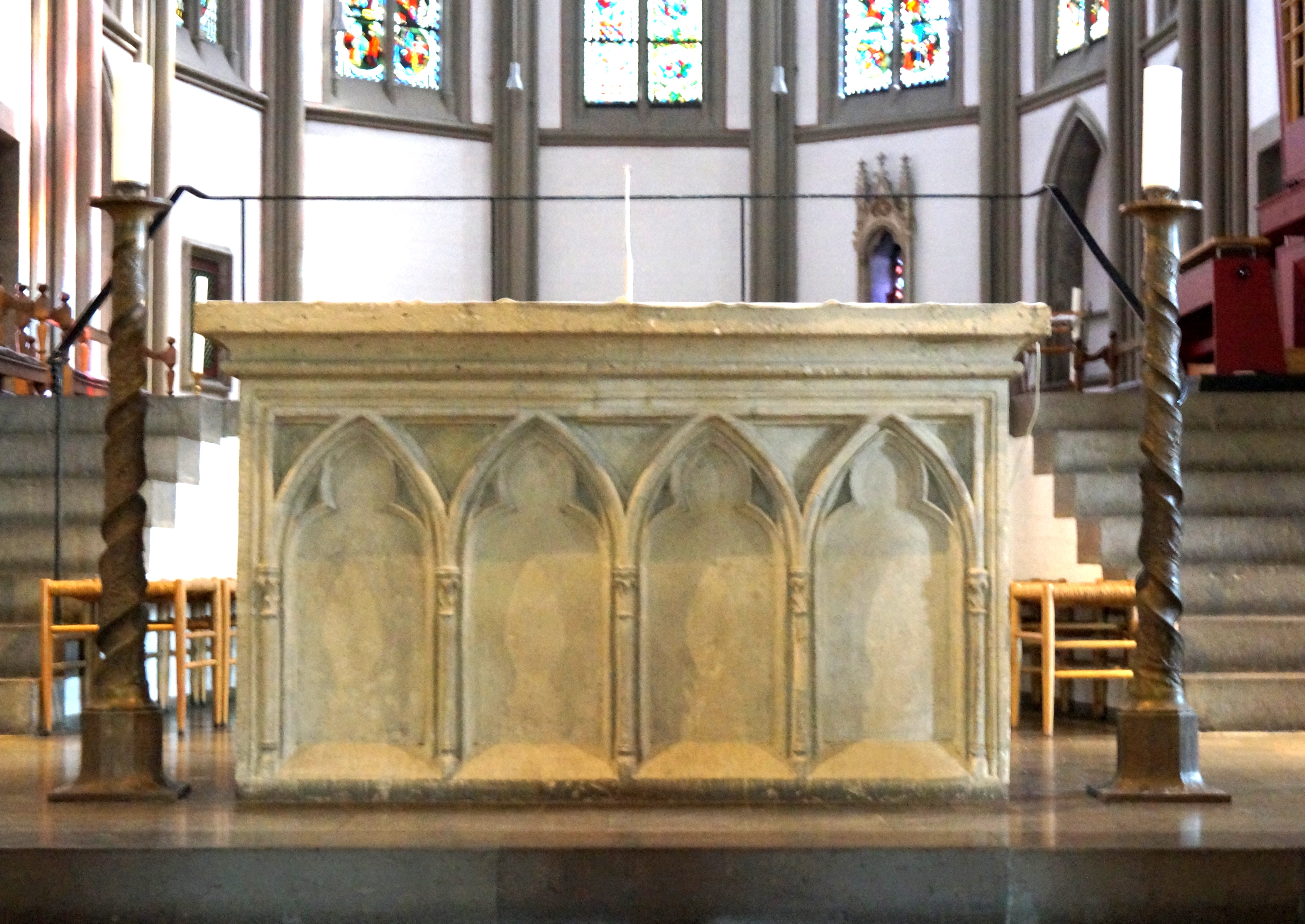
Vroeggotisch altaar
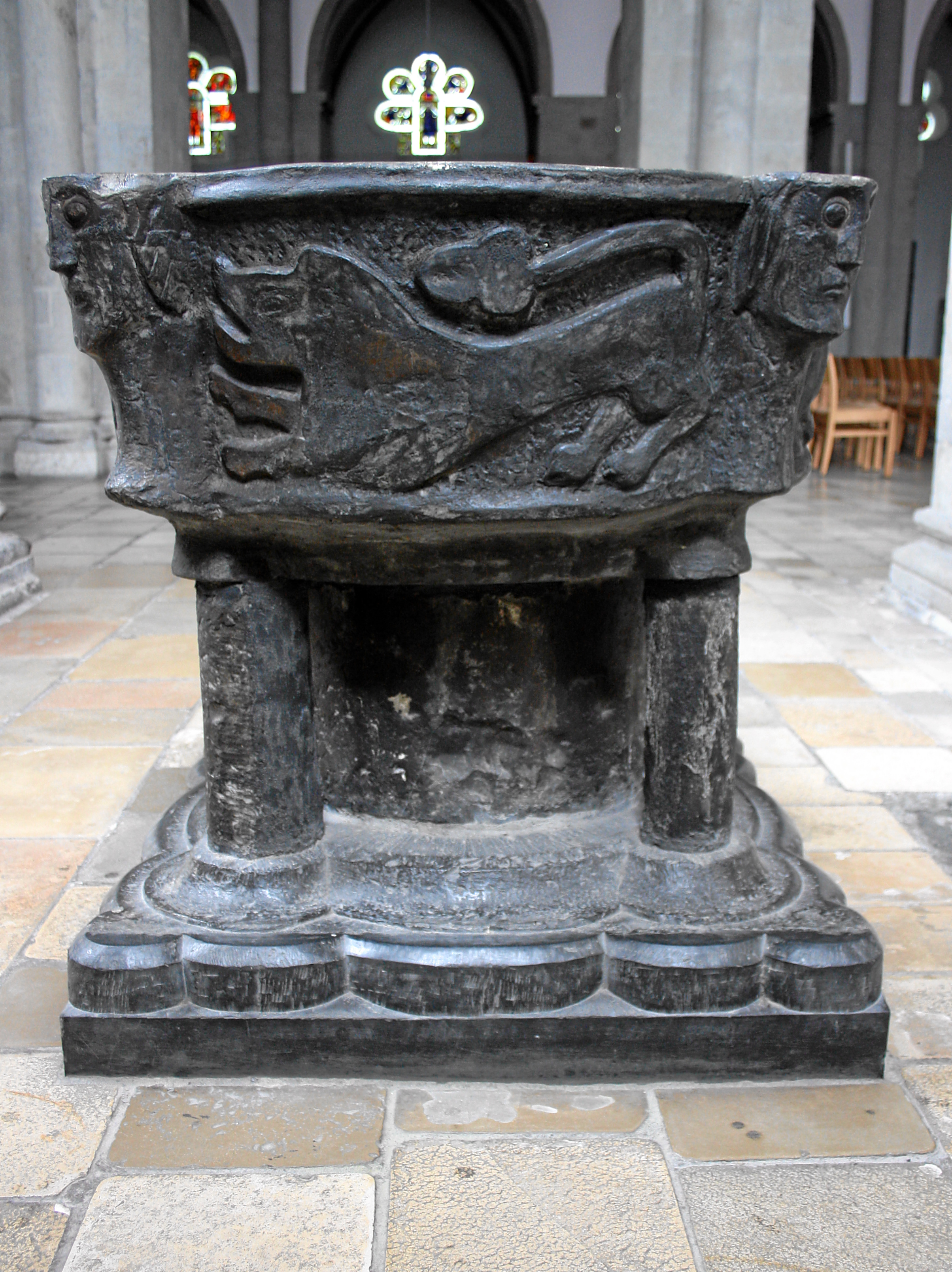
Doopvont (12e eeuw)
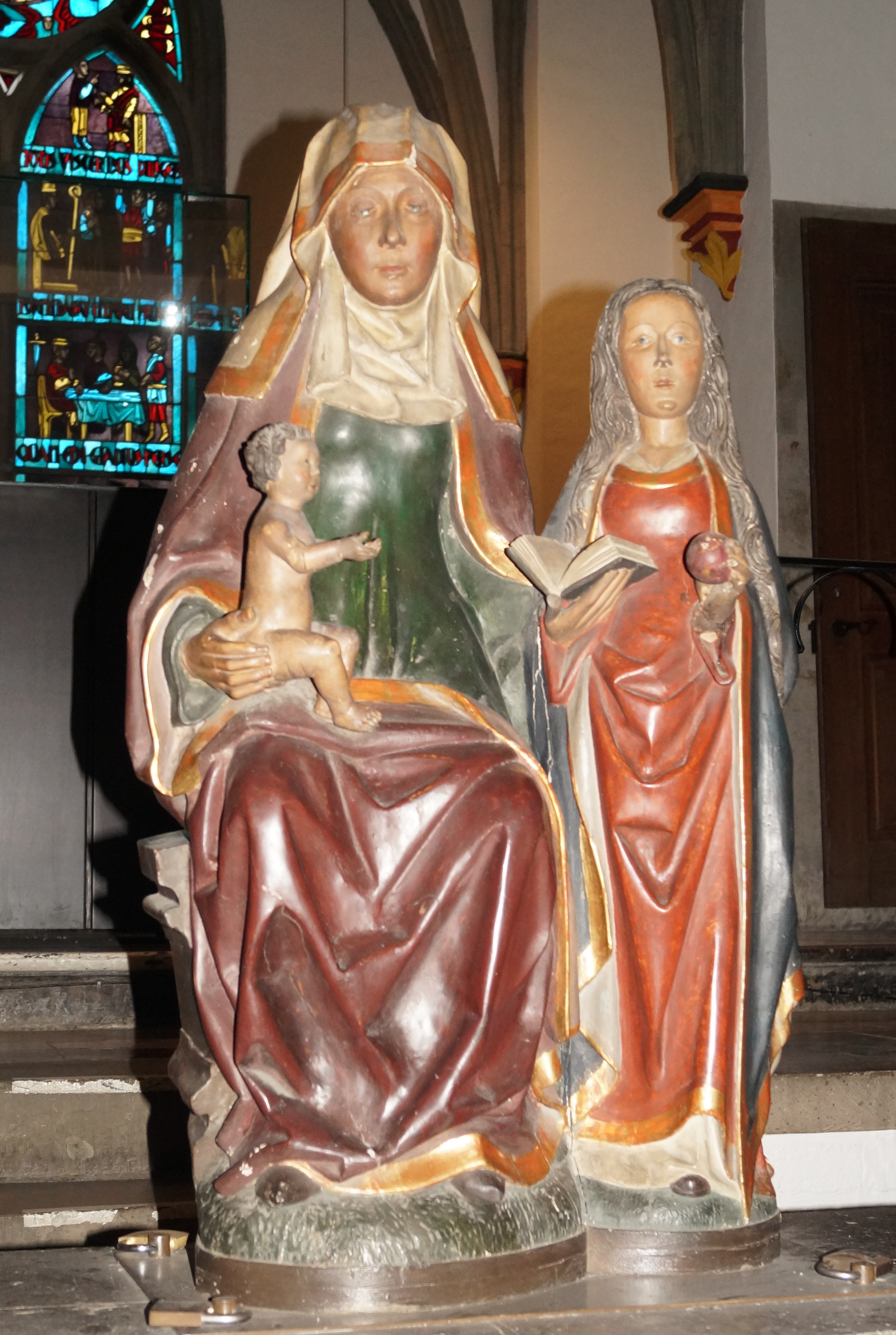
Anna te Drieën in het Martinuskoor

#### Crypte
De crypte is het oudste deel van de munsterkerk. De architectuur gaat terug op de bouw van de tweede kloosterkerk in einde van de 11e eeuw. De ruimte is aan de Moeder Gods gewijd en betreft een hallenruimte met drie schepen en vijf vierkante traveeën. In het oosten sluit het Maria-altaar de crypte af. Het genadebeeld is een eikenhouten beeld uit 1480, dat de Moeder Gods als Onze Lieve Vrouw voorstelt, die op haar linkerhand het met een papegaai spelend Kind houdt.

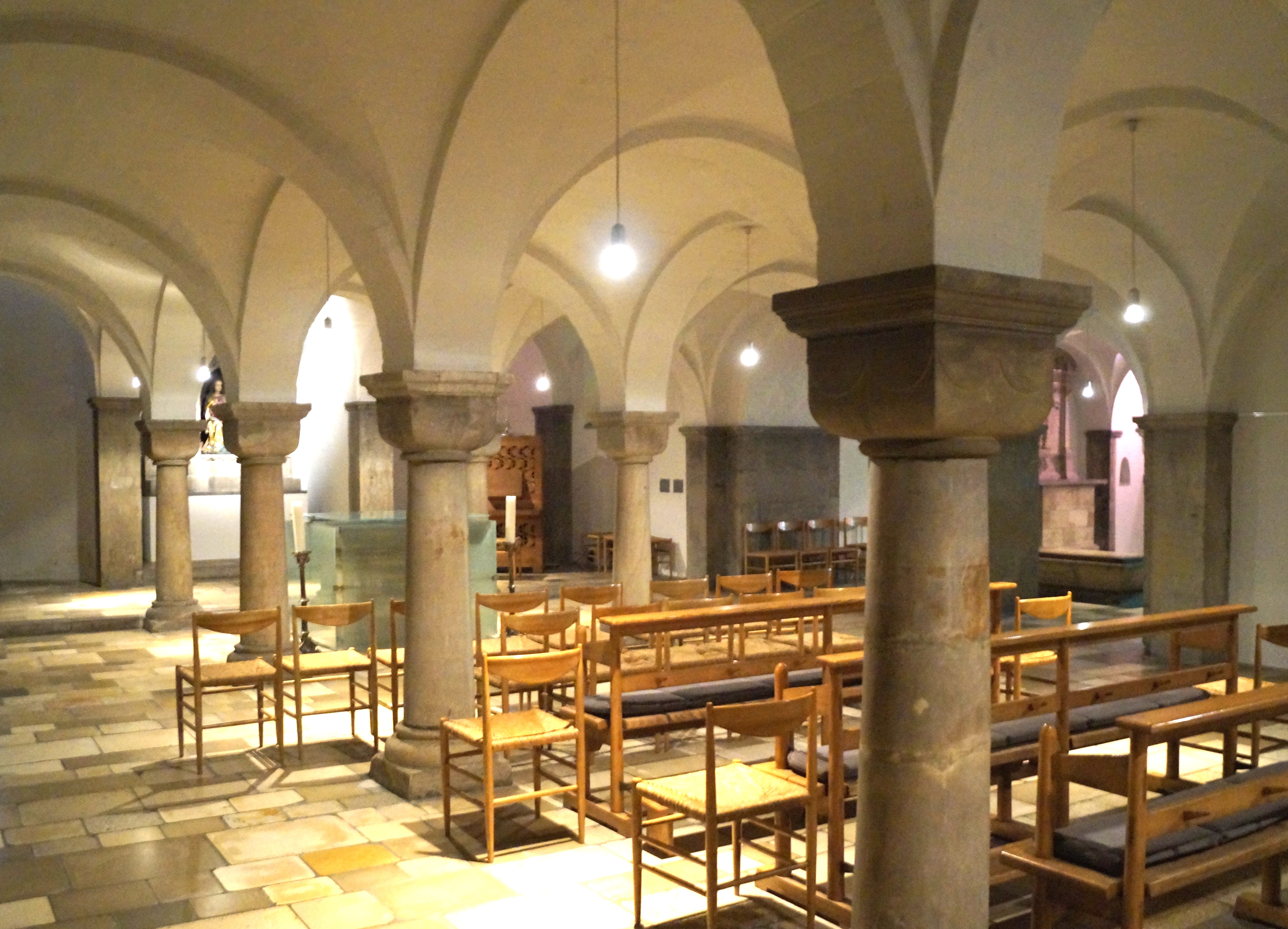
Crypte
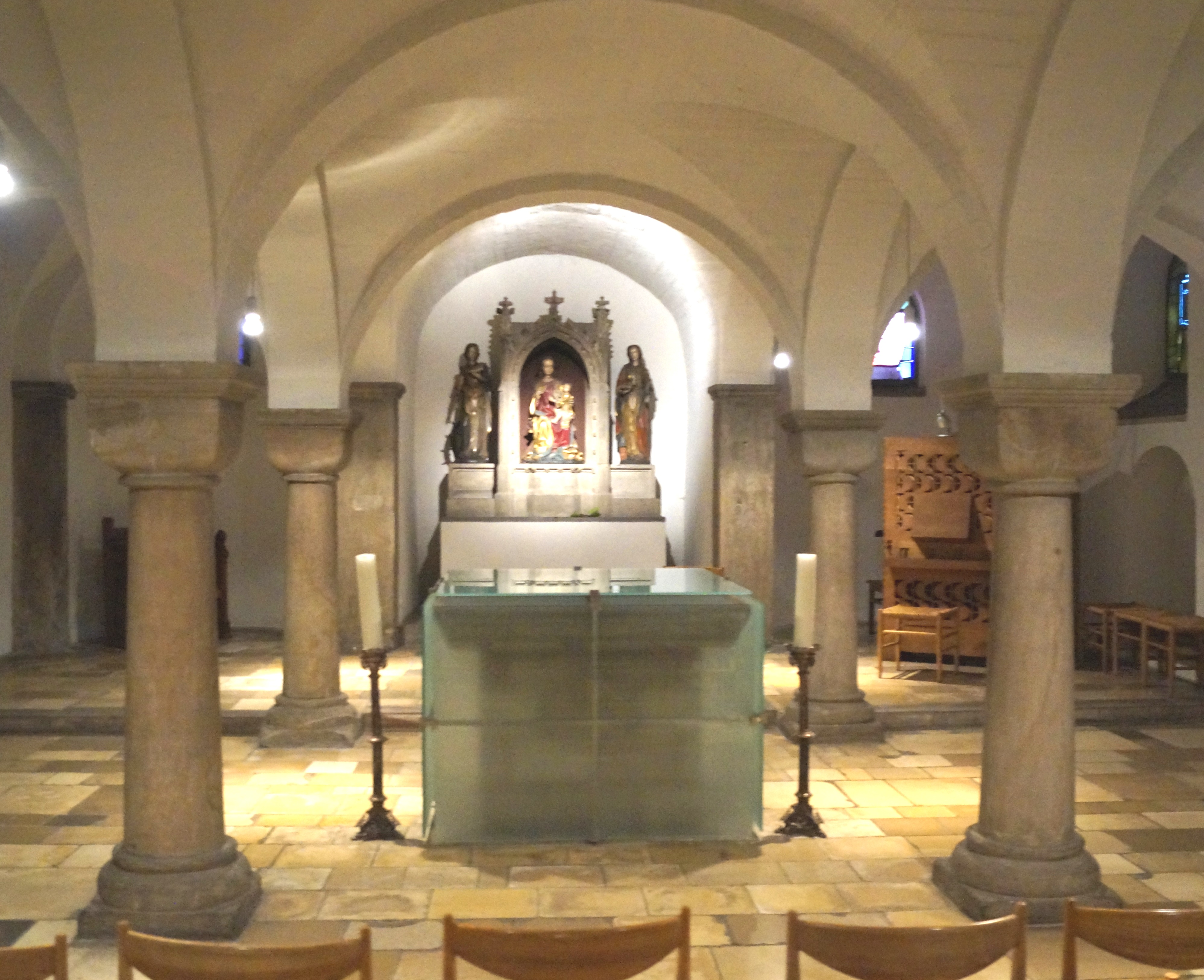
Altaar
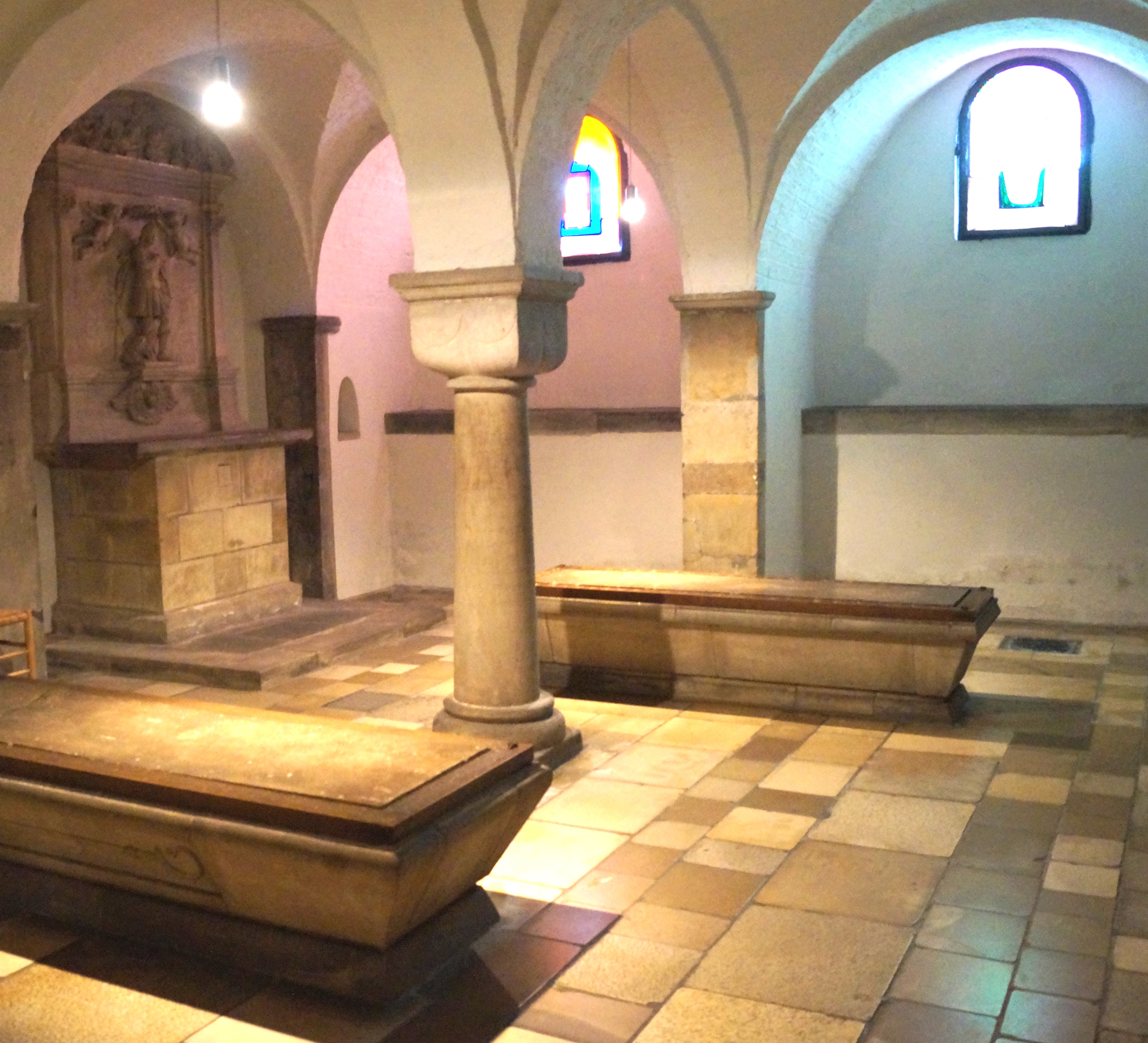
Sarcofagen

#### Kerkvensters
Zowel de kerk als de crypte en de sacristie zijn rijk voorzien van gebrandschilderde ramen. Het oudste nog bewaarde venster dateert uit de 13e eeuw.

#### Orgel
Het orgel werd in 1961 door de orgelbouwfirma Rieger uit Vorarlberg, Oostenrijk, gebouwd. Het instrument bezit 44 registers op 3 manualen en pedaal. De speeltractuur is mechanisch,  de registertractuur is elektrisch.

#### Klokken
De drie oudst bekende klokken van de munsterkerk stamden uit de 13e, 14e en 15e eeuw. Ze werden in de oorlog vernietigd. De enige nog uit de tijd van de abdij bewaarde klok is de Laurentiusklok uit 1693. De tien nieuwe klokken werden in Saarburg gegoten.

#### Schatkamer
De rijke kerkschat van de abdij ging als gevolg van de secularisatie verloren in de Franse tijd (1794-1814). Veel gouden en zilveren kunstwerken werden omgesmolten om de oorlogsbelasting te kunnen betalen. Tegenwoordig bezit de schatkamer slechts een fractie van zijn vroegere schatten. Naast enige fraaie kunstwerken uit de barokke periode en de 19e eeuw, verdient het Keulse draagaltaar uit 1160 vermelding. Mogelijk is het afkomstig uit de Oriënt en werd het in de tijd van de kruistochten meegenomen om er relikwieën in te bewaren. Voorts bleven een aantal manuscripten bewaard, waaronder een missaal uit de 12e eeuw, het dodenboek van de abdij, het Necrologium Gladbacense en een koraalboek.
In het vergulde Avondmaalschrijn wordt het doek bewaard, dat volgens de overlevering op de tafel van het Laatste Avondmaal heeft gelegen. In een zevenjarige cyclus wordt het in een processie aan de gelovigen getoond. Voor het laatst gebeurde dit in 2014.
Vermeldenswaardig zijn ook een Germaanse plaat van steen met runen, een byzantijnse kazuifel uit het graf van Sandrad en het zegel van Albertus Magnus naar aanleiding van de consecratie van het hoogaltaar in 1275. Ook bleven nog twee grote houten kandelaars uit de 15e eeuw bewaard.

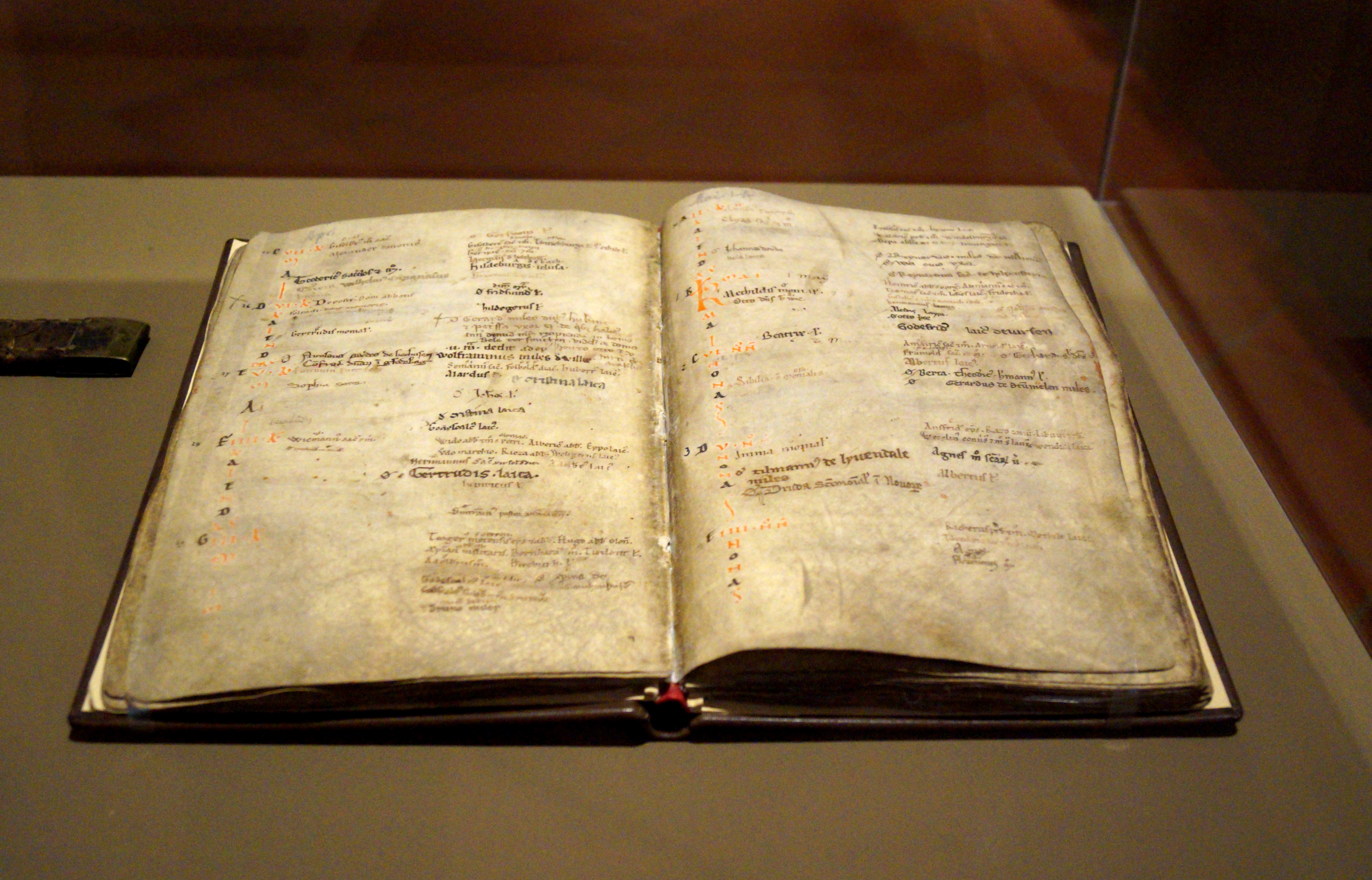
Necrologium Gladbacense (1140–55)
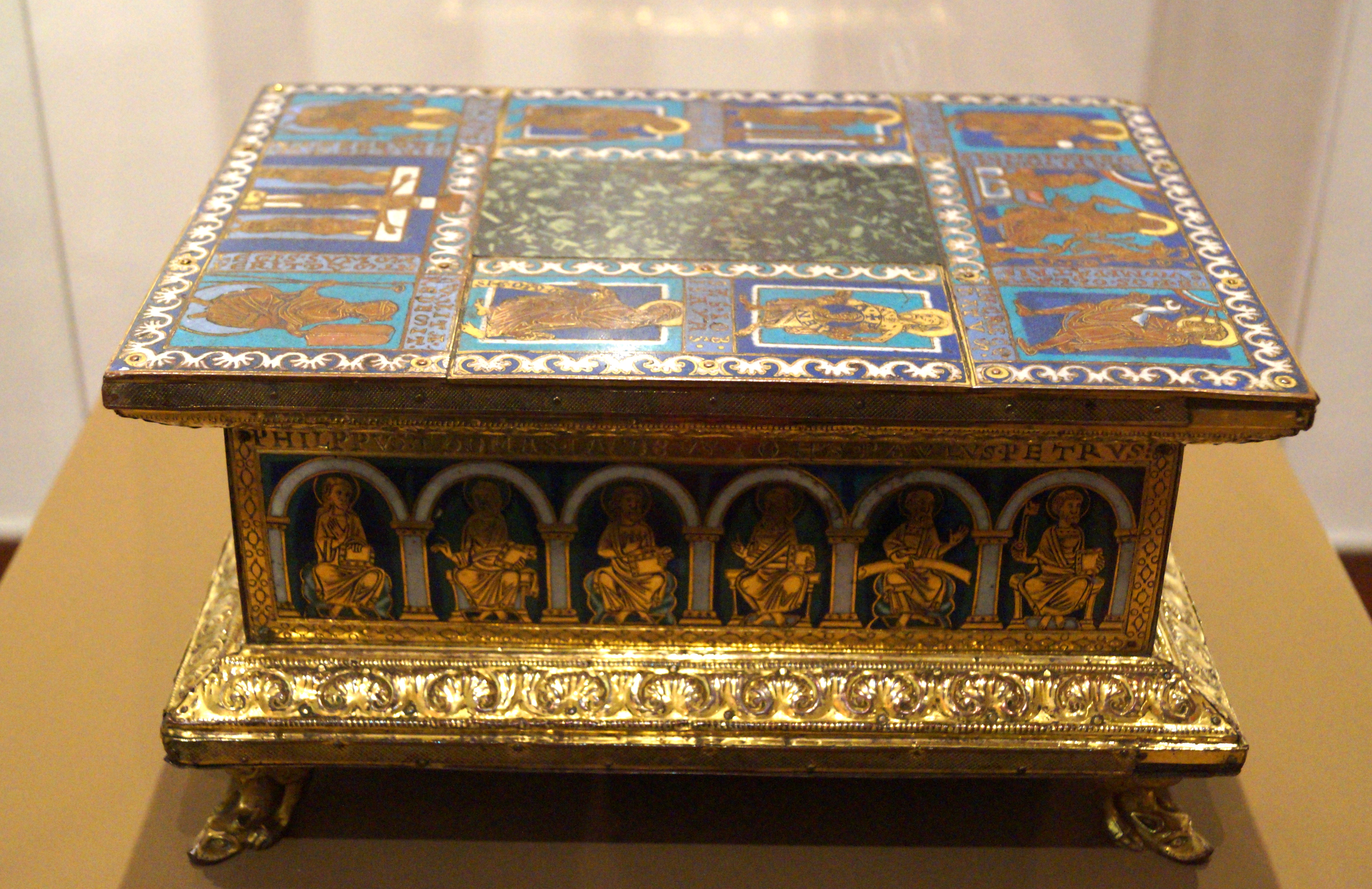
Draagaltaar uit 1160
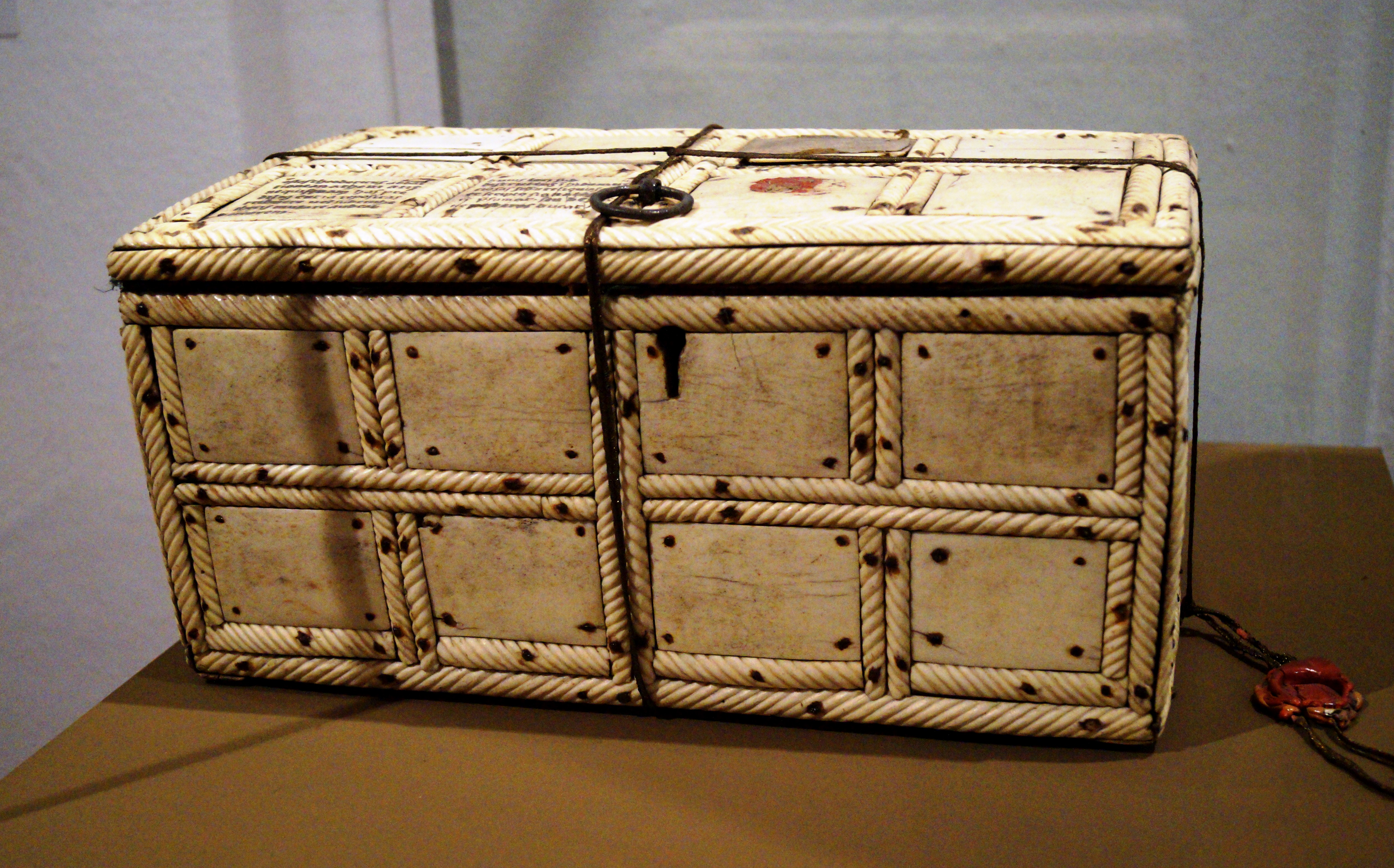
Reliekenkist van hout en ivoor (12e–13e eeuw)
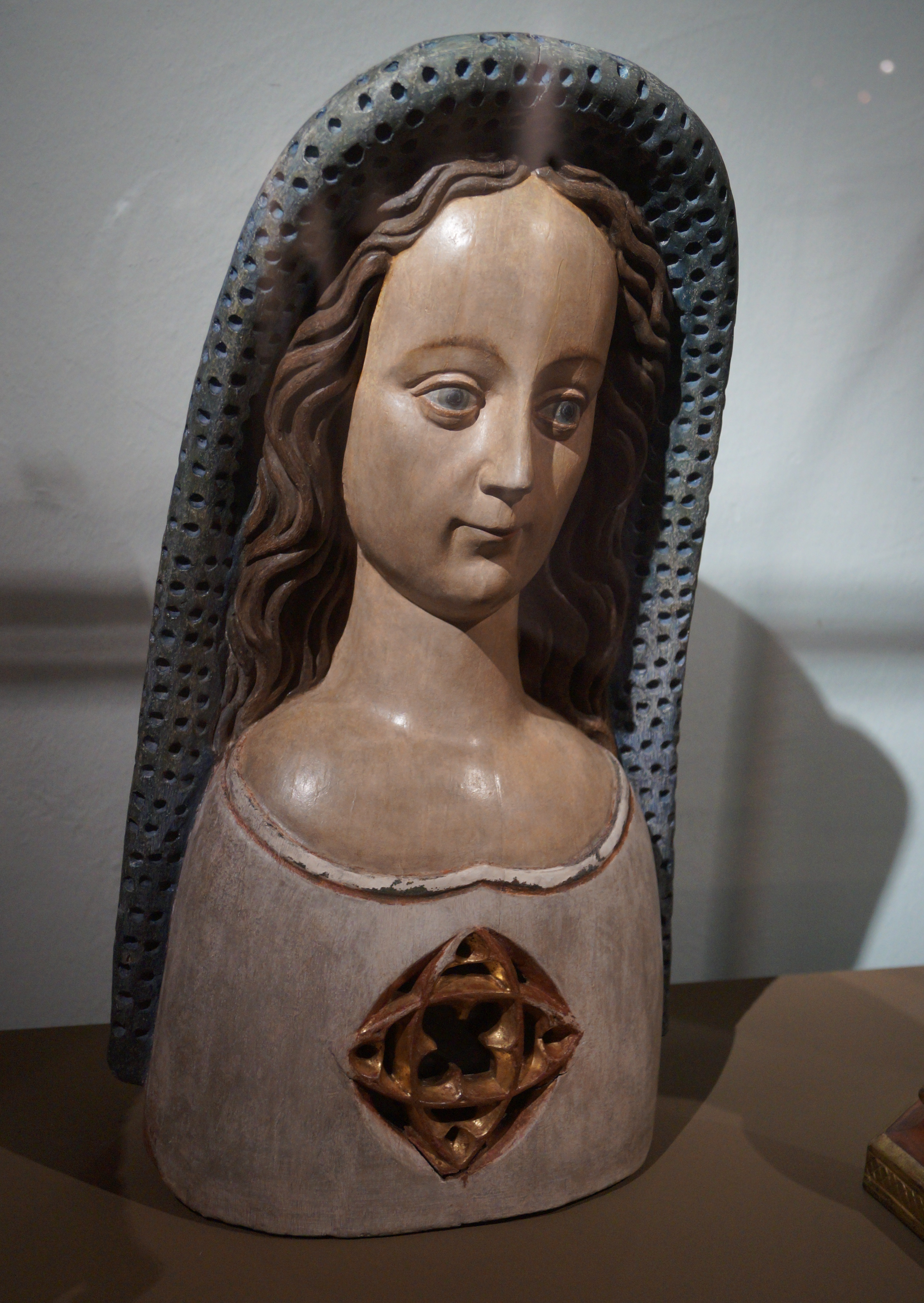
Reliekbuste van Sint-Ursula (1350–60)
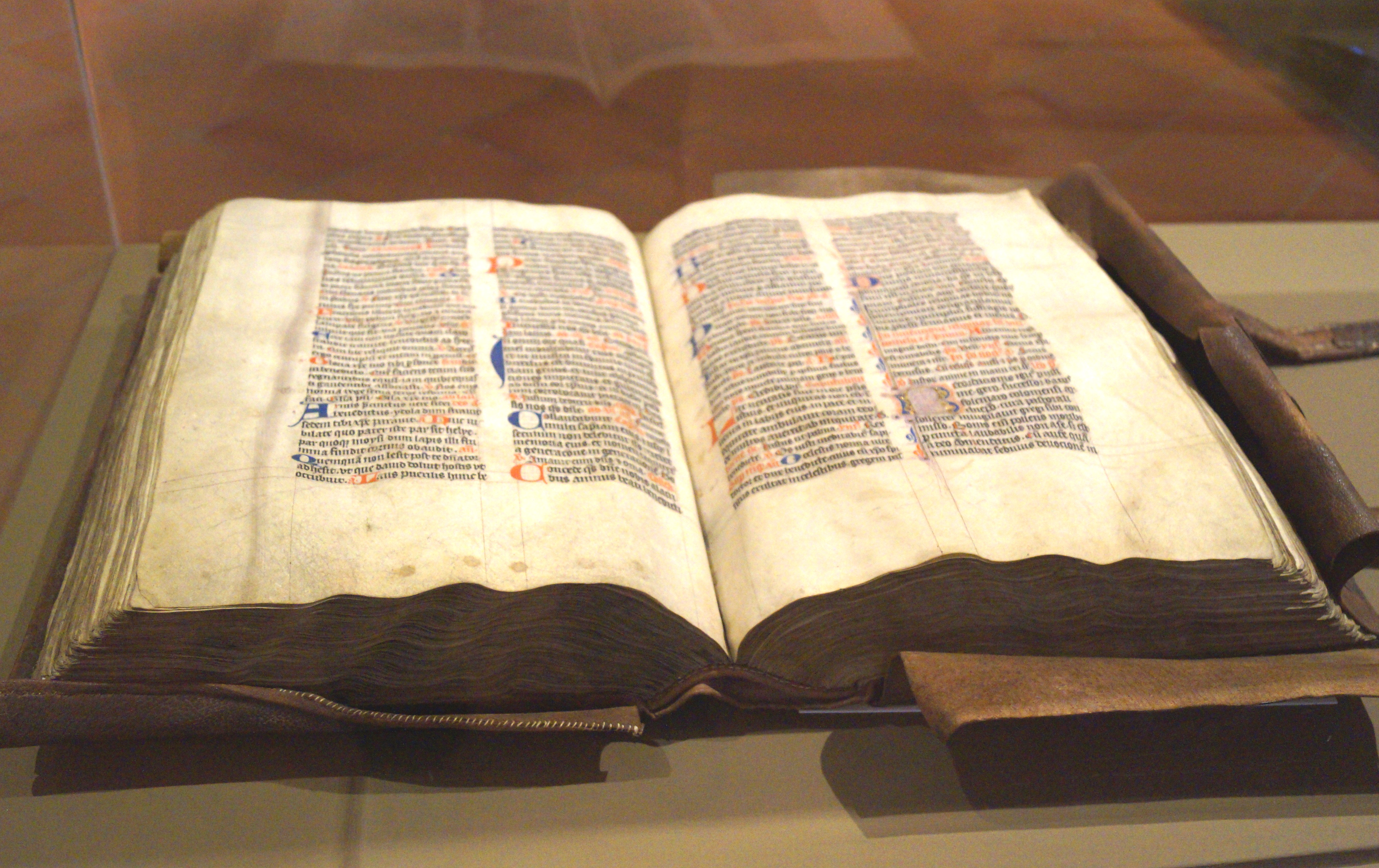
Koraalboek (15e-17e eeuw)
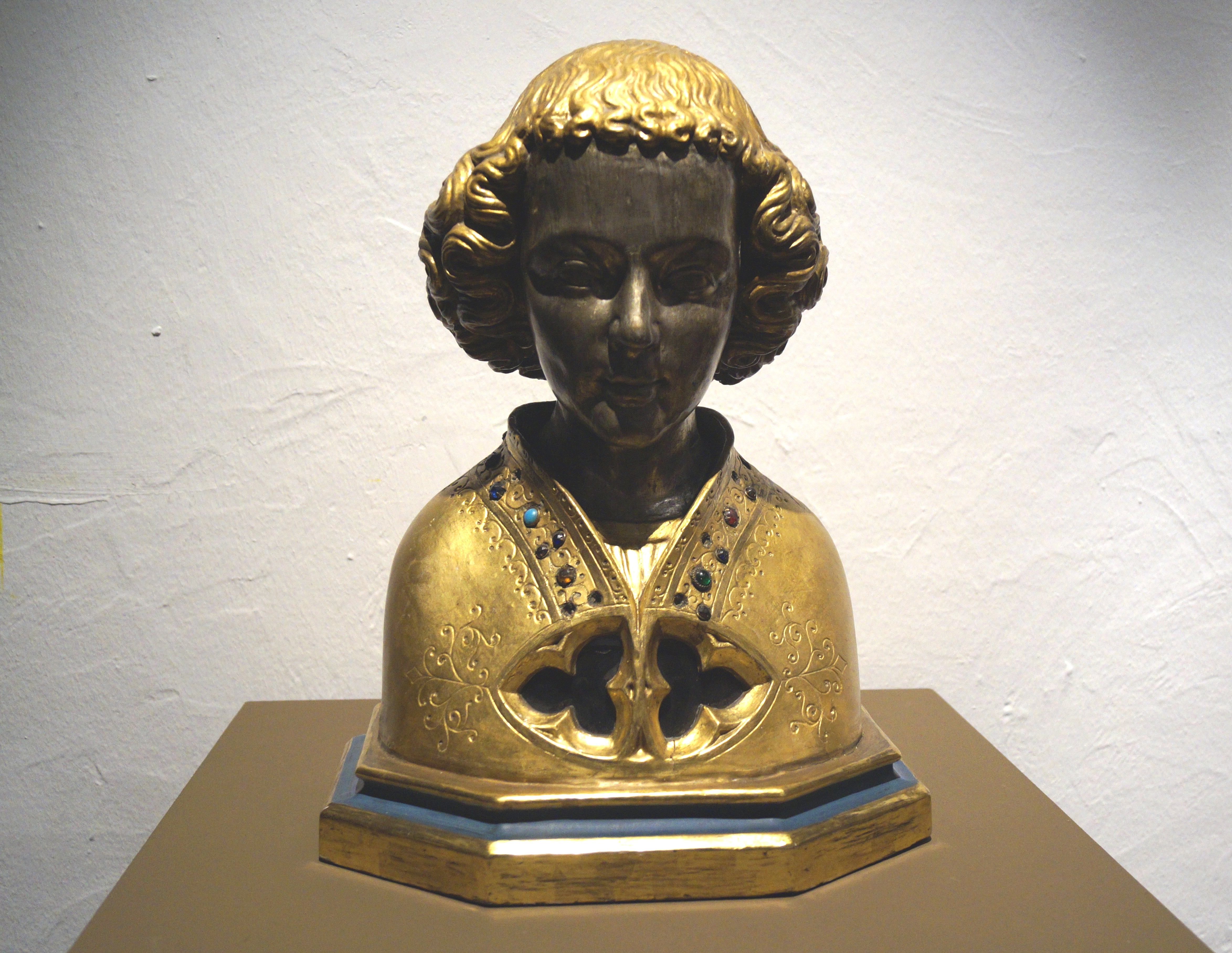
Reliekbuste van Sint-Vitus (1875)
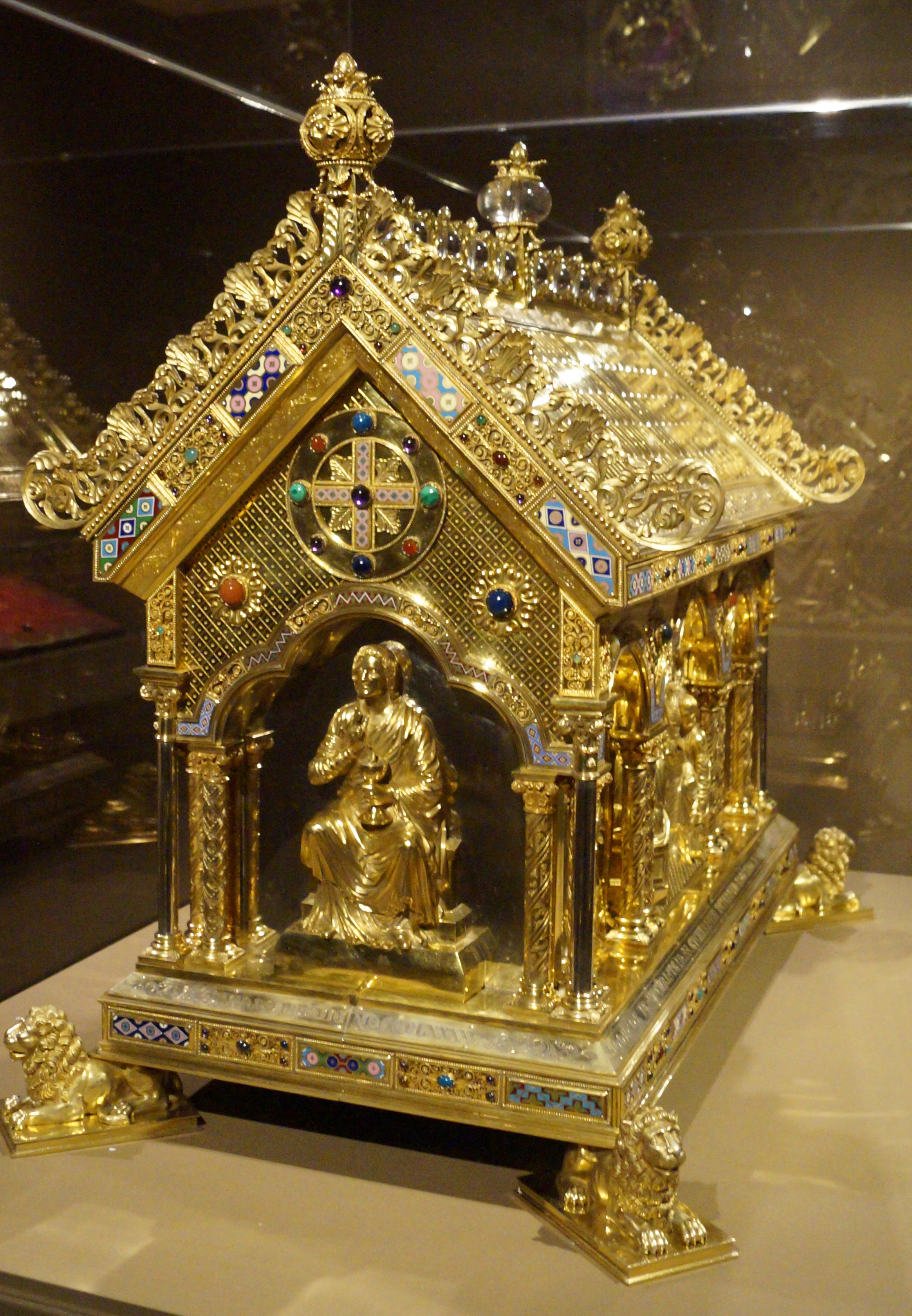
Avondmaalschrijn (1895)
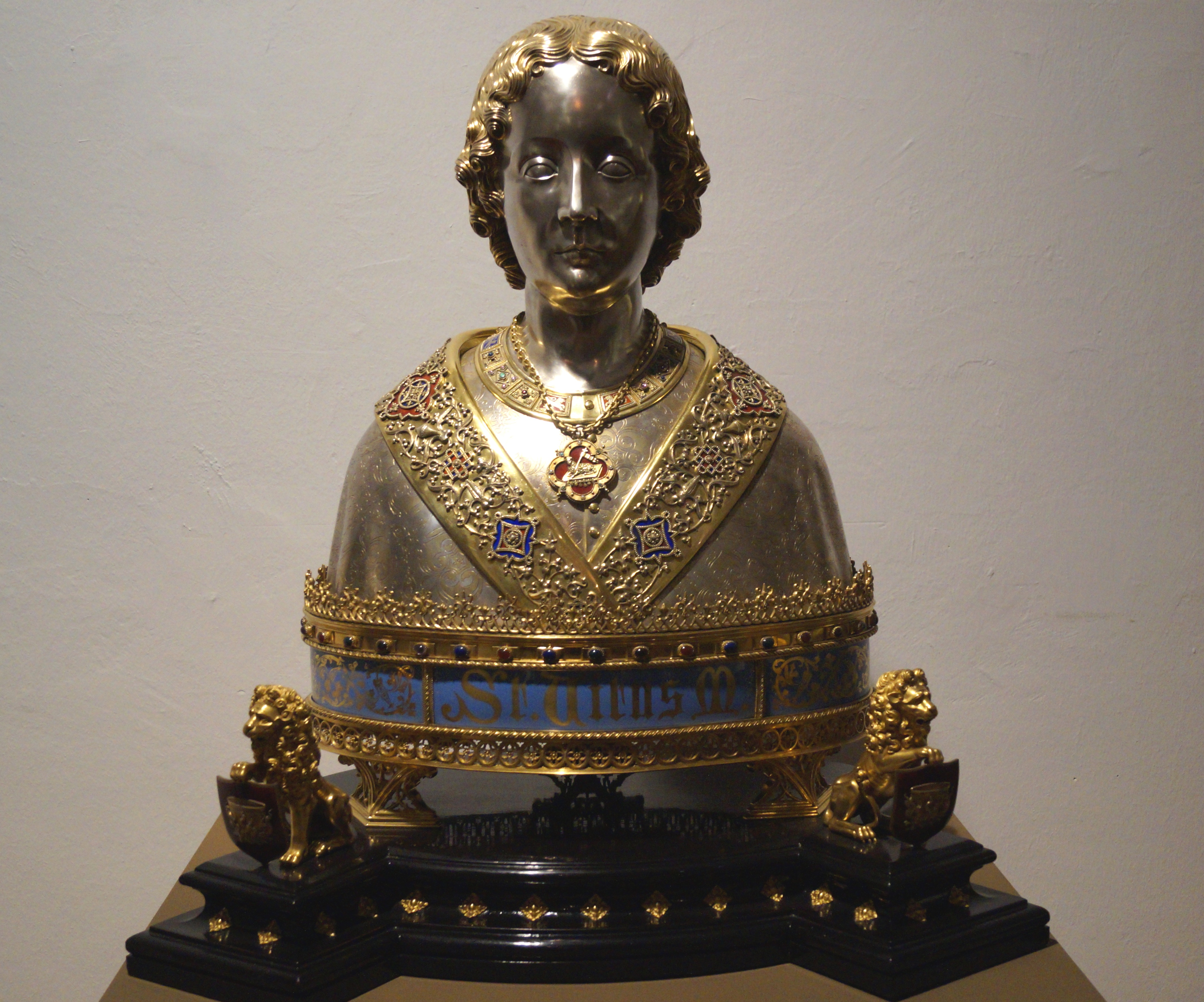
Reliekbuste van Sint-Vitus (1895)
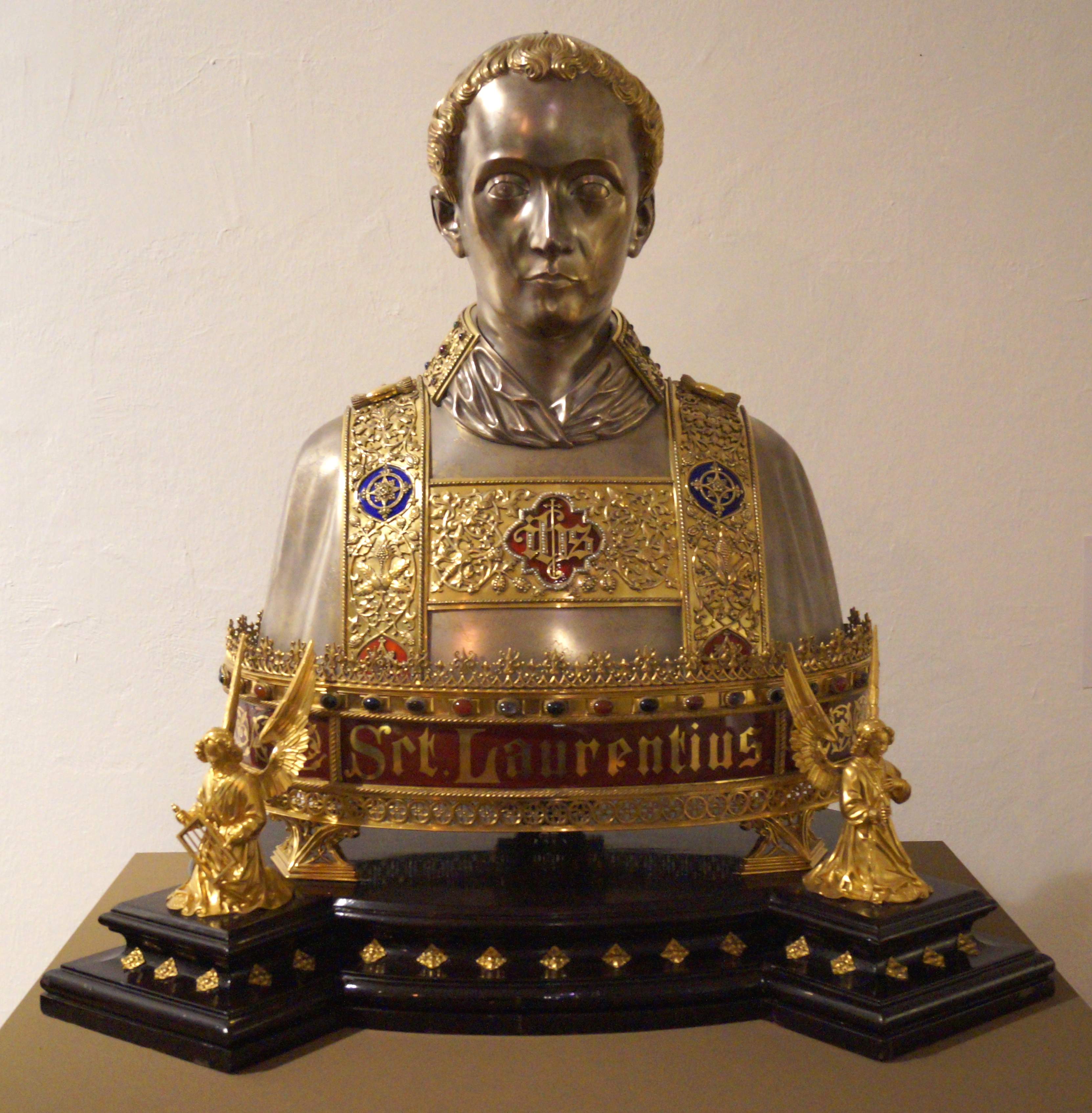
Reliekbuste van Sint-Laurentius (1902)